# Haus

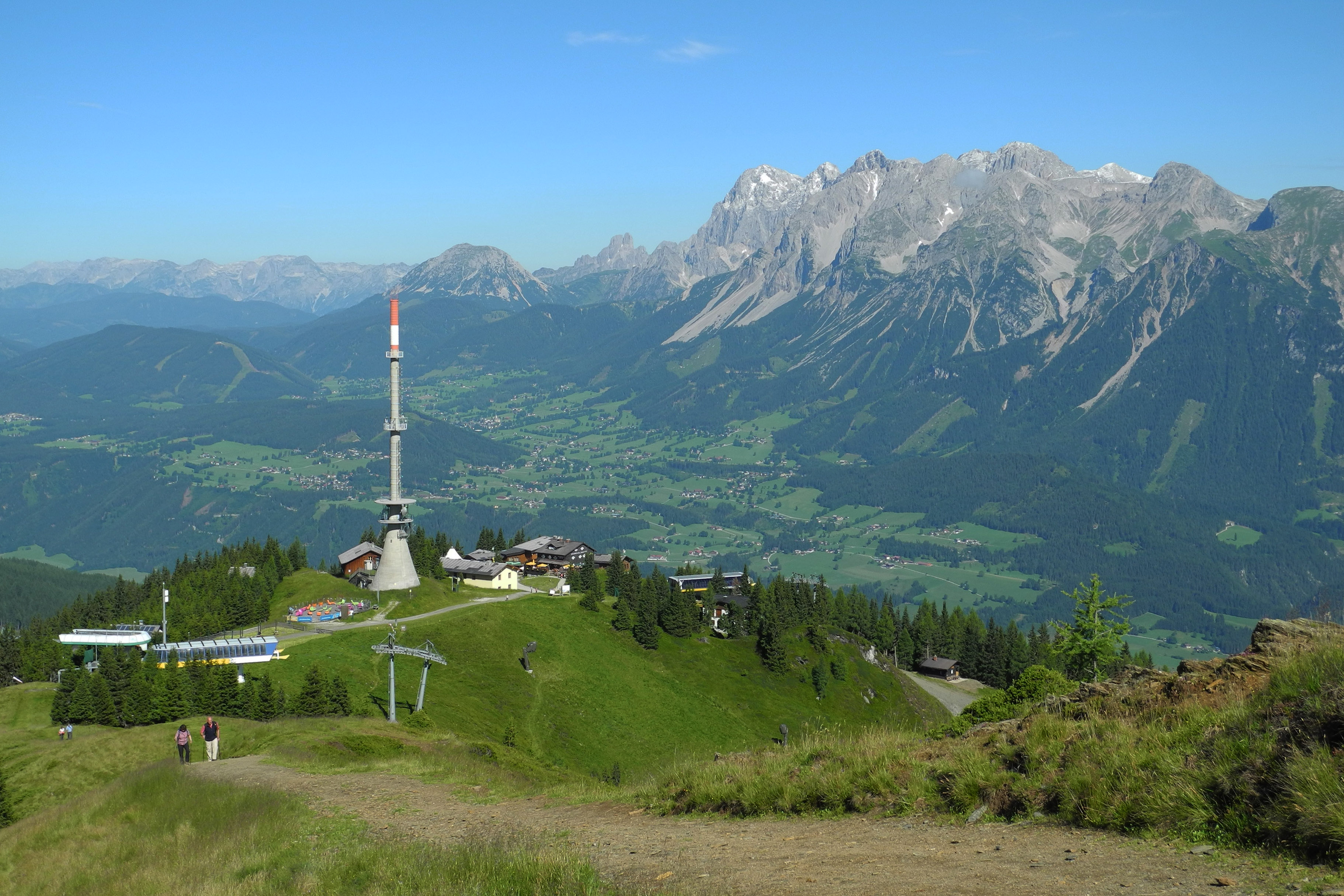
Torre de transmisión en Hauser Kaibling, a 2015 metros sobre el nivel del mar

Haus (también conocida como Haus im Ennstal) es una localidad situada en el distrito de Liezen, en el estado de Estiria, Austria. Tiene una población estimada, a principios del año 2022, de 2467 habitantes.
Está ubicada al noroeste del estado, al noroeste de la ciudad de Graz —la capital del estado— y cerca del parque nacional Gesäuse y de la frontera con el estado de Alta Austria.
En la localidad se han disputado etapas de la Copa del Mundo de Esquí Alpino y es internacionalmente reconocida como sede de una estación de deportes de invierno.